# Рені Юсіс
Рені Юсіс (пол. Reni Jusis; нар. 29 березня 1974 року, Конін) — польська співачка, автор пісень і продюсер. Спочатку Юусіс записувала музику у стилі R&B, яка в подальших альбомах переросла в електронний танцювальний стиль. Після десяти років своєї кар'єри вона записала фортепіанну поп-музику.

## Дискографія
- 1998 Zakręcona
- 1999 Era Renifera
- 2001 Elektrenika
- 2003 Trans Misja
- 2006 Magnes
- 2009 Iluzjon
- 2016 Bang!
- 2018 Ćma